# Єжи Ґедройць
Є́жи Владислав Ґе́дройць, князь гербу Гіпоцентавр (пол. Jerzy Władysław Giedroyc; 27 липня 1906, Мінськ — 14 вересня 2000, Мезон-Лаффітт) — польський публіцист, політик і громадський діяч, засновник і головний редактор (1947—2000) культового часопису Kultura (Париж), який був найвпливовішим польським часописом у вигнанні XX ст..
Активний прихильник польсько-української співпраці, супротивник взаємних територіальних та інших претензій.

## Біографія
Навчався у Варшавському університеті — на юридичному (1924—1929) та історичному (1930—1931) факультетах.
У студентські роки був головою організацій «Корпорація Патрія» і «Міжкорпораційне коло», діячем студентської організації «Державницька думка», міжнародного відділу Центрального комітету Спілки студентської молоді, редактором часописів «Академічний день» і «Бунт молодих» (з 1936 року «Політика»).
На початку другої світової війни опинився в Румунії (1939—1940).
Воював у складі Окремої Бригади Карпатських Стрільців, був учасником лівійської військової кампанії і боїв у Тобруку (1942), керував відділом військових часописів і видавництв Бюро пропаганди 11 Польського корпусу (1941—1944), працював у Центрі підготовки танкістів у Галліполі (Італія) (1944—1945)
З 1945 року — директор Європейського департаменту Міністерства інформації Польської Республіки (Лондон).
Засновник Літературного інституту в Римі (1946), з 1947 року — видавець та головний редактор часопису Kultura. У жовтні 1947 року переїздить до Мезон Ляффіт під Парижем, де розгортає широку видавничу діяльність, співпрацює з видатними польськими еміграційними публіцистами та письменниками: Юзефом Чапським, Єжи Стемповським, Константином А. Єленським, Юліушем Мєрошевським, Чеславом Мілошем, Вітольдом Ґомбровичем, Ґуставом Герлінгом-Ґрудзінським.

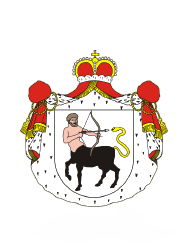
Герб родини Ґедройців

Українські еміграційні діячі, що співпрацювали з «Культурою»: Богдан Осадчук, Юрій Лавріненко, Юрій Шевельов, Іван Лисяк-Рудницький, Борис Левицький, Іван Кедрин, Іван Кошелівець та ін.

З 1953 року — ініціатор видання «Бібліотеки Культури», з 1962 року видає «Історичні зошити», присвячені новітній історії Польщі та країн Центрально-Східної Європи. До вересня 2000 року вийшло 511 томів «Бібліотеки Культури», серед яких — 132 числа «Історичних зошитів» і 636 видань «Культури».
Входив до складу редакційної колегії російського дисидентського часопису «Континент», був членом редакційної ради українського квартальника «Віднова», брав активну участь у акціях на захист свободи творчості і вільного культурного розвитку.
1982 — за його ініціативою був заснований Фонд допомоги незалежній польській літературі і культурі.
Протягом 50 років прагнув до формування добросусідських взаємин Польщі з її східними сусідами: Литвою, Білоруссю, Україною (так звана ідея «ULB»), у чию перспективу здобуття державної незалежності він завжди вірив.

## Український вектор «Культури»
З ініціативи і коштом Єжи Ґедройця у Бібліотеці «Культури» з'явилася друком антологія української літератури 1917—1933 років «Розстріляне відродження», що її на замовлення Ґедройця підготував Юрій Лавріненко. «Розстріляне відродження» як пропозиція назви книжки вперше прозвучала у листі Ґедройця до Лавріненка від 13 серпня 1958 року: «Щодо назви. Чи не було би, може, добре дати як загальну назву: „Розстріляне відродження. Антологія 1917—1933 etc.“ Назва тоді звучала би ефектно. З другого боку, скромна назва „Антологія“ може тільки полегшити проникнення за залізну завісу. Що Ви думаєте?»

Після виходу книжки Єжи Ґедройць коштом редакції надіслав рецензійні примірники антології до Спілки Письменників у Києві та до українських радянських журналів, а також використовував кожну можливість, легальну й нелегальну, аби переправити книгу «за залізну завісу».
Термін Ґедройця «розстріляне відродження» набув значного поширення в українському публічному вживанні. Сама антологія справила суттєвий вплив на формування українського шістдесятництва.
У 1969 році у бібліотеці «Культури» з'явилася друга українська антологія — «дисидентська», яку на замовлення Ґедройця впорядкував Іван Кошелівець: «Україна 1956—1968».

## Ідея незалежності України в поглядах Єжи Ґедройця
Погляди Єжи Ґедройця щодо українського питання дещо еволюціонували. Вперше вони були сформовані у 1918 році, на базі концепції Пілсудського про майбутню федерацію Польщі, Білорусі, України і Литви. Попри це слід розуміти, що ключовою для Єжи була ідея об'єднання і примирення трьох народів, а не власне концепція. Зрештою, як ідеться у статті М. Сенич, Ґедройць згодом відмовився від федералістських концепцій як нової форми польського імперіалізму, зважаючи на те, що подібні ідеї асиміляції та федералізації викликали спротив і нерозуміння суспільства.
Висловлення ідеї про те, що Європа не закінчується на межі кордонів українців і поляків, знайшло відображення в очевидно одному з найвдаліших проєктів Ґедройця у журналі «Культура» (започаткований у 1947 році в Парижі), на сторінках якого велась ідеологічна боротьба з комуністичною ідеологією та пошук порозуміння поляків з українцями та білорусами. Головною тезою Ґедройця, як зазначає дослідниця Морозова, була: «не буде насправді вільних поляків, чехів чи угорців без вільних українців, білорусів чи литовців». З перших випусків журналу «Культура» на його сторінках ішлося про створення нових історичних і геополітичних умов, що передбачали завдання ширшого масштабу: необхідність міжнаціонального примирення народів ЦСЄ, спільної боротьби за незалежність, подолання тоталітаризму та формування нової архітектури безпеки регіону. Серед локальних завдань — необхідність польсько-українського примирення, в основу якого мало б бути покладене вирішення таких проблем, як питання української державності, кордонів, національних меншин та подолання міжнаціональних стереотипів. Звідси можемо говорити про цілковито проукраїнську позицію Єжи Ґедройця і його чітке усвідомлення України як незалежної держави.
Демократичність поглядів Ґедройця у той час, здається, не мала меж. Він виступив за концепцію «Не може бути вільної Польщі без вільної України». Варто зазначити, що висловлення подібної тези у межах Польщі або на теренах Радянського Союзу тоді просто не можна було уявити. Очевидно, що фактор перебування в еміграції неабияк сприяв розгортанню демократичних (заборонених і не популярних на теренах Польщі і СРСР) ідей щодо української справи. Попри це, звісно, слід віддати належне Ґедройцю за висловлення і плекання ідей щодо примирення українців і поляків, яким він залишався вірним до кінця життя, при цьому неодноразово наражаючи себе на небезпеку, зокрема з боку польських шовіністів.
Важливим і болючим для України було питання про кордони. Ще у 1977 році одним з найбільших досягнень Ґедройця і його однодумців стало підписання «Декларації щодо української справи», надрукованої у «Культурі» в 1977 р. У ній представниками польської, російської, чеської й угорської еміграцій піднімалося питання про нагальну необхідність відновлення української державності, задля визволення інших країн комуністичного табору, і говорилося про страждання українців не тільки від російського, але й від польського іга. Наступним кроком був відхід від так званої ягеллонської концепції про природність перебування українських, білоруських й литовських земель під крилом Корони Польської. Ґедройць різко засудив її, виступивши за відмову Польщі від претензій на «східні креси» та визнання сучасних кордонів.
Роль України Ґедройць визначав як Основу нової системи міжнародної безпеки ЦСЄ, що змінить невигідний геополітичний устрій регіону, ослабить російський імперіалізм і сприятиме подоланню радянського поневолення і тоталітаризму. Добрим прикладом слідування своїм переконанням є заклик Ґедройця до Польщі визнати щойно здобуту незалежність України. Це започаткувало процес польсько-українського примирення.
Погляди та ідеї Ґедройця чималим чином посприяли розвалу СРСР, зближенню та подальшій співпраці між поляками та українцями у перші роки незалежності України, й у період Євромайданів. Окрім того, важливою є концепція Ґедройця, що передумовою успіху боротьби за незалежність і демократичні перетворення у Польщі та Україні було і залишається досягнення міжнаціонального примирення та координація спільної антитоталітарної боротьби проти Росії. Отже, польсько-українське зближення є запорукою стримування спроб нової російської експансії у ЦСЄ та гарантією безпеки інших народів регіону.

## Книги
- Простір свободи. Україна на шпальтах паризької «Культури». Підготувала Богуміла Бердиховська. — К.: Критика, 2005
- Єжи Ґедройць та українська еміґрація. Листування 1950—1982 років. — К.: Критика, 2008
- Ґедройць Є. З нотаток Редактора / За заг. ред. Л. Івшиної; перекл. з пол.: С. Гірік; передм. І. Гирича. — К.: ПрАТ «Українська прес-група», 2013. (Бібліотека газети «День» «Україна Incognita», серія «Підривна література»).
- Ґедройць Є. Автобіографія у чотири руки / Упорядкування і післямова Кшиштофа Пом'яна. — Київ: Дух і літера, 2015. — 408 с. (рецензія [Архівовано 16 жовтня 2016 у Wayback Machine.])

## Вшанування
29 листопада 2018 року Київська міська рада перейменувала вулицю Тверську у Києві на честь Єжи Ґедройця.